# Hefenhofen
Hefenhofen es una comuna suiza del cantón de Turgovia, situada en el distrito de Arbon. Limita al norte con las comunas de Kesswil y Dozwil, al noreste con Uttwil, al este con Romanshorn, al sureste con Salmsach, al sur con Egnach y Amriswil, y al oeste con Sommeri.